# Sainte-Marie-et-Blaise
Sainte-Marie-et-Blaise est une ancienne et éphémère commune française, située dans le département des Ardennes, en région Grand Est. Elle est née de la fusion des deux communes de Blaise et de Sainte-Marie-sous-Bourcq en 1828, puis démembrée en chacune de ses parties initiales en 1871. 

## Histoire
Elle est née de la fusion, le 26 février 1828, de la commune de Blaise (anciennement Théline-et-Blaise, succursale de paroisse, sous l'Ancien Régime) et de la commune de Sainte-Marie-sous-Bourcq, et qui fut démantelée ensuite, en 1871, en chacune de ses communes d'origine, Blaise et Sainte-Marie.

## Administration
| Période                                  | Période | Identité | Étiquette | Qualité |
| ---------------------------------------- | ------- | -------- | --------- | ------- |
| Les données manquantes sont à compléter. |         |          |           |         |
|                                          |         |          |           |         |

## Démographie
| 1831 | 1836 | 1841 | 1846 | 1851 | 1856 | 1861 | 1866 |
| ---- | ---- | ---- | ---- | ---- | ---- | ---- | ---- |
| 484  | 507  | 501  | 471  | 463  | lac. | lac. | 422  |